# Mumbai
Mumbai (AFI: /mumˈbai/; in marathi मुंबई, Muṃbaī), ufficialmente Bombay fino al 1995 (AFI: [bomˈbɛi]), è una città dell'India, capitale dello stato del Maharashtra.
Con una popolazione stimata di 22 442 373 abitanti (area metropolitana), e con i suoi 37 193,19 ab/km² è la terza città per densità di popolazione al mondo, dopo Dacca, la capitale del Bangladesh, con 45 196,8 ab./km², e Calcutta, capitale dello Stato federato del Bengala Occidentale, con 72 661,46 ab./km².
Insieme con la vicina periferia di Navi Mumbai e Thane, forma un agglomerato urbano di 22 milioni di abitanti, rendendola tredicesima area metropolitana più popolosa del pianeta. Mumbai si trova sulla costa occidentale dell'India e possiede un profondo porto naturale, che movimenta quasi la metà del traffico marittimo merci dell'India.
Mumbai è la capitale commerciale e dell'intrattenimento dell'India. Genera il 5% del PIL del paese, il 25% della produzione industriale, il 40% del commercio marittimo, e il 70% delle transazioni di capitali dell'economia indiana.

## Geografia fisica

### Territorio

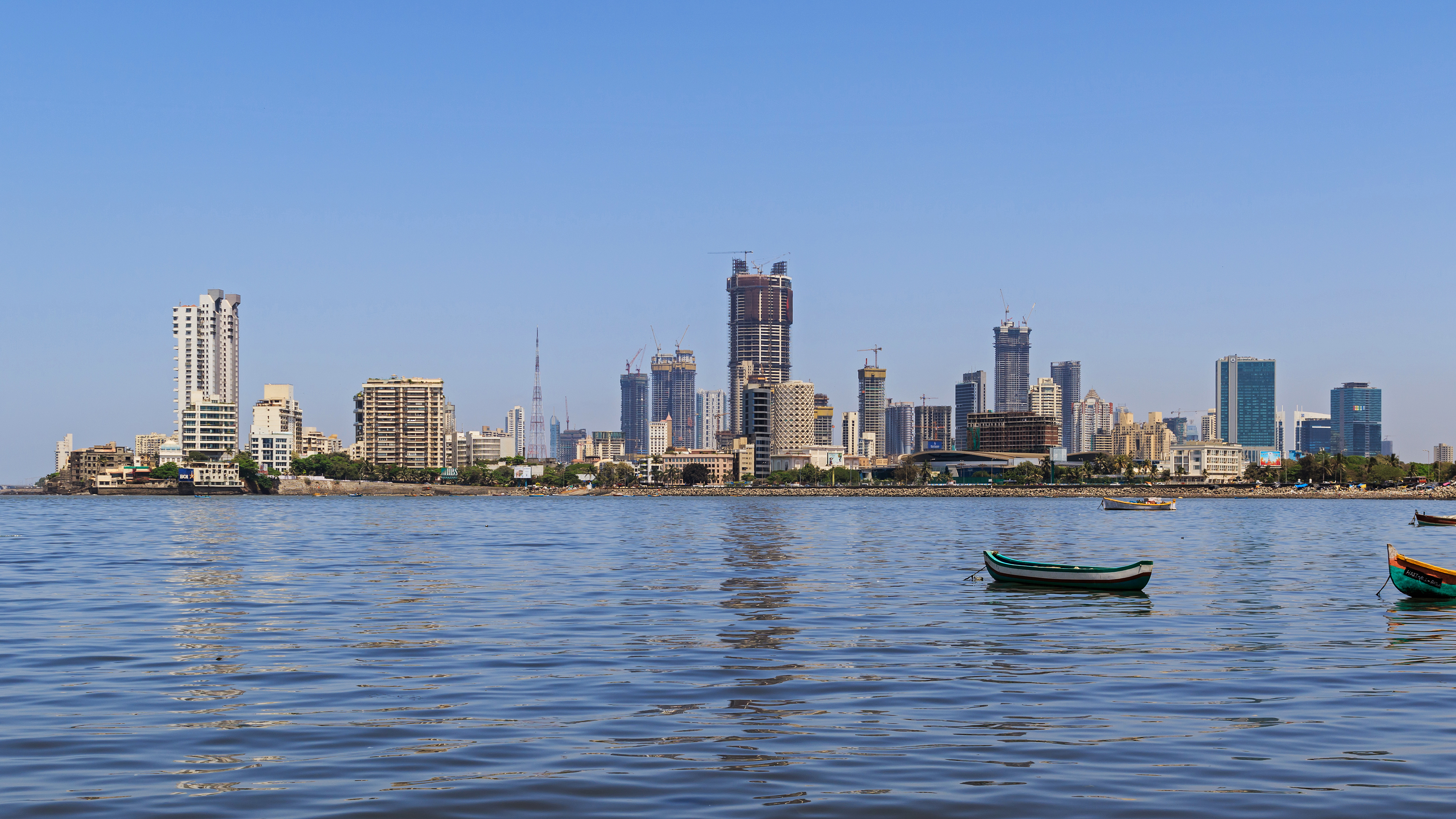
Profilo di Mumbai

Mumbai si affaccia sul Mar Arabico nella costa occidentale dell'India 18°57′53″N 72°49′33″E. Mediamente è posta ad un'altezza di undici metri sul livello del mare.
L'area metropolitana si estende su una superficie di 437,77 chilometri quadrati ed occupa due isole al largo della costa collegate tra loro da ponti. Il centro urbano di Mumbai si trova sull'isola omonima che possiede una superficie di 70 km², ed è posta a sud, mentre il resto dell'area metropolitana, che comprende i quartieri della città di Thane, occupano la maggior parte dei 533 km² dell'Isola di Salsette posta a nord.
Le due isole sono separate tra loro e dal continente da uno stretto braccio di mare. A parte qualche isolato rilievo che non supera i 496 metri d'altezza, le isole sono piatte e alcuni punti sono addirittura sotto il livello del mare.
Ad est si estende il Konkan, cioè la fascia costiera del Maharashtra, per circa 80 km di lunghezza. Alle sue spalle s'innalzano i Ghati occidentali, una catena montuosa che separa la fascia costiera dell'altopiano del Deccan. Gli spostamenti verso est sono resi difficoltosi dalle ripide pendici della catena montuosa.
Mumbai è una delle poche città ad avere un parco nazionale, il Borivali National Park, nei suoi confini cittadini.

### Clima

Temperatura e precipitazioni.

La città di Mumbai è situata in zona dal clima tropicale, specificamente un clima tropicale umido e secco. La temperatura media annuale è di 26,7 °C. Le temperature sono moderate dalla vicinanza del mare e non subiscono importanti cambiamenti durante il corso dell'anno.
Il mese più freddo è gennaio, con una media di 23,9 °C a metà mese.
Il monsone influenza sia la temperatura che il clima. La stagione dei monsoni (chatur-mas, o “quattro mesi”) normalmente va dall'inizio di giugno alla fine di settembre. Le precipitazioni raggiungono 1 700 millimetri nel corso di questi mesi, il 95% del totale annuale. I mesi di ottobre e novembre sono altrettanto caldi, anche se con scarse precipitazioni.
Nei periodi marzo-maggio e ottobre-novembre le temperature medie massime arrivano fino a 33 °C; può esserci un elevato tasso di umidità anche se sono quasi in esatta corrispondenza coi momenti meno piovosi dell'anno.
Il territorio è esposto al pericolo di cicloni, soprattutto per l'eventuale innalzamento del mare.
| Mumbai              | Mesi | Mesi | Mesi | Mesi | Mesi | Mesi  | Mesi  | Mesi  | Mesi  | Mesi | Mesi | Mesi | Anno    |
| Mumbai              | Gen  | Feb  | Mar  | Apr  | Mag  | Giu   | Lug   | Ago   | Set   | Ott  | Nov  | Dic  | Anno    |
| ------------------- | ---- | ---- | ---- | ---- | ---- | ----- | ----- | ----- | ----- | ---- | ---- | ---- | ------- |
| T. max. media (°C)  | 30,6 | 31,3 | 32,7 | 33,1 | 33,3 | 31,9  | 29,8  | 29,3  | 30,1  | 32,9 | 33,4 | 32,0 | 31,7    |
| T. min. media (°C)  | 16,4 | 17,3 | 20,6 | 23,7 | 26,1 | 25,8  | 24,8  | 24,5  | 24,0  | 23,1 | 20,5 | 18,2 | 22,1    |
| Precipitazioni (mm) | 0,6  | 1,5  | 0,1  | 0,6  | 13,2 | 574,1 | 868,3 | 553,0 | 306,4 | 81,9 | 14,9 | 5,6  | 2 420,2 |
| Giorni di pioggia   | 0,1  | 0,1  | 0,0  | 0,1  | 1,0  | 14,9  | 24,0  | 22,0  | 13,7  | 3,2  | 1,1  | 0,4  | 80,6    |

## Toponomastica
Il nome "Mumbai" etimologicamente proviene da Mumba o Maha-Amba, il nome della dea indù Mumbadevi, e da Aai, che significa madre in lingua marathi. Il nome tradizionale "Bombay" ha la sua origine nel XVI secolo, quando i portoghesi arrivati nella zona utilizzarono diversi nomi basandosi sulla forma locale, e così consolidarono l'uso del termine "Bombaim", ancora oggi utilizzato in maniera abituale in portoghese. I britannici, che iniziarono ad arrivare in India nel secolo XVII, adattarono il nome di "Bombay". Durante il dominio britannico sull'India, la pronuncia “Mumbai” o “Mambai" fu utilizzata in marathi e gujarati, mentre la forma “Bambai” lo fu in indostano e in persiano. Il 4 maggio 1995, il governo del Maharashtra approvò la ridenominazione della città in "Mumbai", dopo molti anni di pressioni politiche a questo riguardo. Il vecchio nome è talvolta utilizzato in India su base informale e appare ancora nei nomi di alcune istituzioni ufficiali e organismi privati.
Secondo una teoria diffusa sulle origini del nome tradizionale "Bombay", questo deriverebbe dal nome portoghese bom bahia. Il termine bahia starebbe per “baia”, e questa spiegazione è supportata dal fatto che il nome inglese Bombay contiene il suffisso bay (baia), mentre bom, sempre in portoghese, significa "buono". Secondo questa interpretazione, bom bahia avrebbe significato per l'appunto "buona baia" e "Bombay" sarebbe una distorsione del nome. Tuttavia, il termine "buona baia" dovrebbe essere in portoghese boa baía (bahia nell'ortografia antica), e non bom baía, per cui questa teoria non è generalmente accettata.
Un'altra spiegazione, con maggior sostegno accademico, del nome Bombaim appare nel Dicionário Onomástico Etimológico da Língua Portuguesa di Jose Pedro Machado, che cita quella che fu probabilmente la prima menzione del luogo in portoghese, risalente al 1516, sotto il nome di Benamajambu o Tena-Maiambu, affermando che maiambu sembra alludere a Mumba-Devi, la dea indù che dà il nome al luogo. In quello stesso secolo, la grafia sembra essersi evoluta fino a dare Mombayn (1525) e successivamente Mombaim (1563). La forma Bombaim, che sembra finalmente consolidarsi più tardi nel secolo XVI, è ripresa da Gaspar Correia nella sua opera Lendas da Índia ("Leggenda dall'India"). J.P. Machado respinge l'ipotesi riguardo al nome Bom Bahia, precisando che si tratterebbe del riferimento in portoghese alla presenza di una baia nella zona ad aver portato gli inglesi ad interpretare in modo errato il nome come se contenesse la parola bay ("baia"), e questo errore si sarebbe tradotto nella versione inglese del nome.
In India gli abitanti di Mumbai sono generalmente nominati con il termine mumbaikar. In italiano non vi è alcun nome che lo traduca.

## Storia
Reperti trovati a Mumbai, fanno risalire i primi insediamenti umani all'età della pietra. Al XIV secolo risalgono le Grotte di Elephanta ed il complesso del tempio di Walkeshwar.

### Origini

Le sette isole originarie su cui poggia Mumbai

L'isola su cui poggia Mumbai è il risultato di un processo di sottrazione di terreno al mare, che continua nel ventunesimo secolo. Prima dell'arrivo degli europei, sul finire del secolo XVII, il territorio della odierna isola di Bombay consisteva in sette villaggi di pescatori, ciascuno su un isolotto separato, di cui cinque (Mazagaon, Wadala o Worli, Mahim, Parel e Bombay) raggruppati a cerchio, mentre i due più piccoli (Colaba e Chota Kolaba) si spingono più a sud. Per primi i britannici unirono i cinque isolotti formando una laguna interna. Nel 1862 erano già stati completati i grandi progetti per sottrarre nuove terre al mare, e delle sette isole oramai ne era rimasta una sola.
A Salivali (nel nord della città), varie scoperte archeologiche di oggetti (come ad esempio utensili in pietra) indicano l'esistenza di insediamenti umani in questa area già dall'età della pietra.
Prima dell'invasione ariana dal nord dell'India, la regione era abitata da pescatori dravidici (kolis) già nel 1500 a.C. circa. I più antichi resti archeologici arii risalgono all'VIII secolo a.C.
Nel 250 a.C., Tolomeo, nomina le isole di Bombay come Heptanesia (in lingua greca: arcipelago di sette isole).

### Imperi indù
Intorno al 280 a.C. il re Bindusara (figlio dell'imperatore Chandragupta Maurya riuscì ad annettere le isole di Bombay all'Impero Maurya. Suo figlio Asoka (che regnò tra il 273 a.C. e 232 a.C.) diffuse il buddhismo in tutto l'impero. Già a quel tempo le kolis erano chiamate isole Mumba, in onore della dea Mumba Devi, la divinità indù il cui tempio principale è a Babulnath vicino alla spiaggia di sabbia di Chowpatty.
Con la caduta dell'Impero Maurya (il cui ultimo rappresentante, re BrihadRatha regnò tra il 187 a.C. e il 185 a.C.), l'area passò sotto il dominio dell'Impero Shatavahana della dinastia Silhara. All'inizio del secolo VII, venne conquistata dai dinastia Chalukya che, dopo svariati secoli di diffusione del buddhismo, reintrodusse l'induismo.
Nell'VIII secolo, gli ebrei provenienti dallo Yemen arrivarono sulla costa occidentale indiana, per sfuggire all'occupazione musulmana delle loro terre. Fino alla fine del secolo XIII la regione, isolata e di scarsa rilevanza, fu dominata da diverse dinastie e in tempi successivi. La città di Puri sull'isola di Elephanta era allora il principale insediamento umano nella zona.
Nel XIII secolo iniziò la guerra di conquista islamica nel nord dell'India. Intorno al 1300 appare in questa regione il regno indipendente del re Bimbakyan, sulla cui esistenza non si hanno significativi elementi di prova. Bimbakyan è considerato il fondatore della città di Mumbai, costruendo sull'isola di Mahim la città di Mahikavati, ponendovi fortificazioni e la sede della sua corte. Il complesso del tempio di Walkeshwar e statue delle Grotte di Elephanta sono di questa epoca. La dinastia indù Silhara governò sulle isole sino al 1343 quando queste furono annesse dal regno di Gujarat.

### Dominio musulmano
Nel 1343 i musulmani (che avevano già preso tutto il Gujarat, nell'India nord-occidentale) invasero la regione convertendola nella provincia islamica del Gujarat. Nel 1348 la città venne occupata dallo scià musulmano Mubarak I, e incorporata come un posto di frontiera del sultanato. Ci sono un paio di vestigia di tale dominazione, soprattutto la vecchia moschea sull'isola Mahim.

### Dominio portoghese
Nel 1533 (duecento anni più tardi), i portoghesi, che già avevano diversi porti e grandi centri per il commercio sulla costa occidentale dell'India, come Panjim, Daman e Diu, conquistarono la fortezza di Bassein, direttamente a nord di Mumbai.
Il 23 dicembre 1534, viene firmato il trattato di Bassein, con il quale il sultano Bahadur, Shah del Gujarat, concesse al re del Portogallo le isole di Bassein, Bombay, Karanja e Salsette. La bellezza e l'eccellente posizione della Baia di Mumbai fecero sì che i nuovi colonizzatori portoghesi costruissero una fortezza e vi stabilissero un insediamento permanente.
Così iniziò l'era della dominazione europea, che sarebbe perdurata più di 400 anni, fino al 14 agosto 1947, giorno indipendenza dell'India.
Vi fu una forte immigrazione portoghese, e vari gruppi di missionari (di religione cattolica romana) si stabilirono a Bombay. Vennero costruite alcune chiese.

### Dal XVI al XVII secolo
Nel 1661 i portoghesi cedettero le isole a Carlo II d'Inghilterra come dote di Caterina di Braganza. Le isole vennero affittate alla Compagnia Inglese delle Indie Orientali nel 1668 per 10 sterline l'anno. La compagnia trasse enormi benefici dal profondo porto di Mumbai e la popolazione passò dai 10 000 abitanti del 1661 ai 60 000 del 1675. Nel 1687 la East India Company trasferì la propria sede da Surat a Mumbai.

### Dal XIX al XX secolo

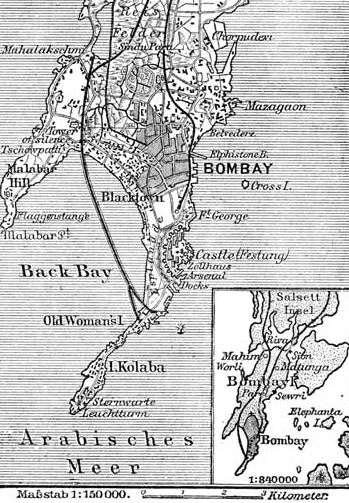
Bombay nel 1888

Dal 1817 la città fu interessata da importanti opere pubbliche mirate a fare delle isole un'unica entità. Il progetto fu completato nel 1845. Otto anni dopo, nel 1853, fu inaugurata la prima linea ferroviaria per passeggeri dell'India tra Mumbai e Thane. Durante la guerra di secessione americana (1861-1865) la città ebbe una prosperosa fase economica divenendo il principale mercato al mondo del cotone. Con l'apertura del canale di Suez nel 1869 Mumbai divenne uno dei principali porti sul mar Arabico. La città prosperò negli anni seguenti e nel 1906 raggiunge il milione di abitanti divenendo la seconda città indiana dopo Calcutta.
La città ha avuto un importante ruolo nel movimento per l'indipendenza dell'India. Dopo l'indipendenza parte dell'isola di Salsette è stata incorporata nella città che ha raggiunto i confini attuali nel 1957. Mumbai è diventata la capitale del nuovo stato di Maharashtra nel 1960.

### Mumbai oggi
Negli anni settanta la città è stata interessata da un boom edilizio, anche grazie all'arrivo degli immigrati, e nel 1986 ha superato Calcutta come la città più popolosa dell'India. Nel 1992 la città è stata colpita da violenti conflitti etnico-religiosi.
Nel 1995, lo Shiv Sena, un partito nazionalista Indù, che all'epoca era il partito al governo nello stato di Maharashtra, decise di cambiare il nome ufficiale della città adottando il nome in lingua marathi di Mumbai. I nazionalisti sostennero che il nome Bombay è una corruzione del nome originale Mumbai ed espressione dell'influenza britannica durante il periodo coloniale. Coloro che erano contrari al cambio del nome sostenevano che la città è stata creata dai portoghesi e in seguito dagli inglesi, e quindi il diritto di dare un nome alla città spettava a loro.
Il 26 novembre 2008 si è verificata una serie di gravi attentati terroristici di verosimile rivendicazione integralista islamica che hanno causato 195 vittime e 295 feriti. Gli attentati sono stati rivendicati da un gruppo islamico pressoché sconosciuto, i Mujaheddin del Deccan. Il gruppo ha inviato messaggi di posta elettronica a vari organi di stampa. L'attentato si è verificato con un assalto sincronizzato di terroristi in vari luoghi, prestabiliti, della città: stazione ferroviaria, centro antiterrorismo - il cui capo è stato ucciso - 3 alberghi e la Sinagoga del posto.

## Economia

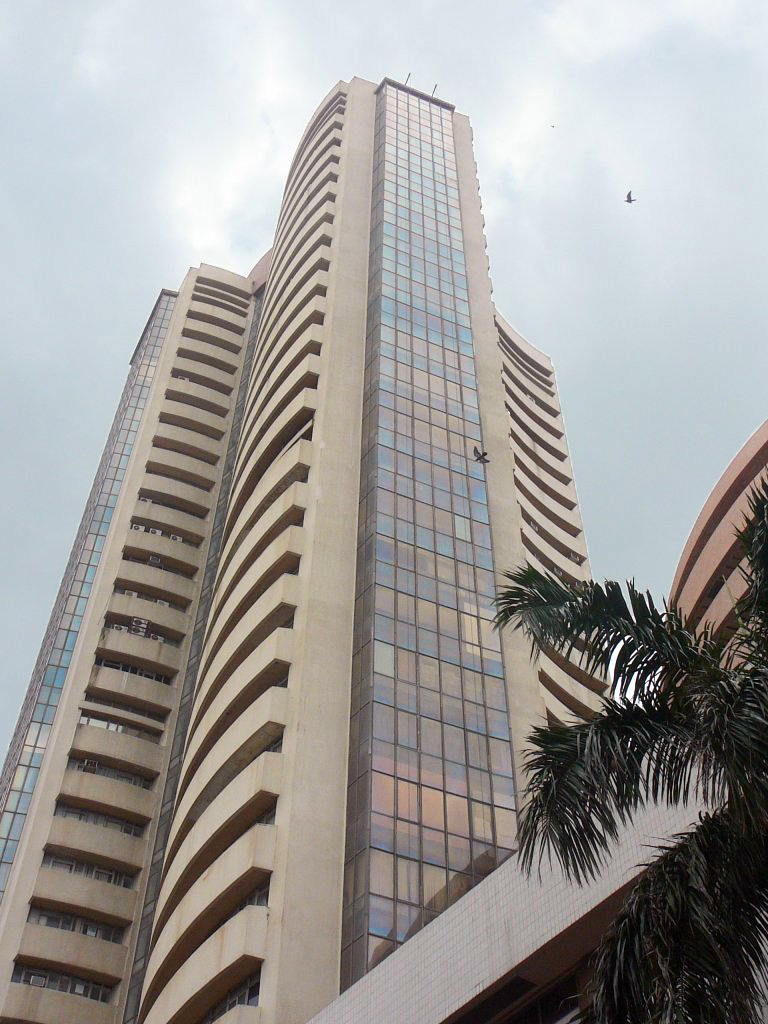
La Borsa di Mumbai

Mumbai è il più importante centro economico del paese, contribuendo al 10% di tutti gli occupati nell'industria, al 40% di tutte le imposte sul reddito, al 60% di tutti i dazi doganali, al 20% di tutte le accise, al 40% del commercio estero dell'India e con 40 miliardi di RS. (930 milioni di $) di imposte sulle società. Il reddito pro-capite di Mumbai è di 48 954 Rs. (1.136 $) che è quasi tre volte la media nazionale. Molte grandi società (tra cui State Bank of India, Tata Group, Godrej e Reliance), e quattro delle 500 imprese con maggior fatturato del mondo hanno sede qui. Molte banche straniere e istituzioni finanziarie hanno filiali nell'area, e il World Trade Centre di Mumbai ne è il maggior esempio. Fino agli anni '80 la città doveva gran parte della sua prosperità al settore tessile e al porto, ma l'economia si è rapidamente diversificata includendo l'ingegneria, i diamanti, il settore sanitario e le information technology. Mumbai è sede del Bhabha Atomic Research Centre. In aumento è l'investimento nei capitali di rischio nel settore aerospaziale, dell'ingegneria ottica, della ricerca medica, computer e apparecchiature elettroniche, cantieristica navale e delle energie rinnovabili.
Il settore statale costituisce una grande percentuale della forza lavoro della città. A Mumbai è forte l'occupazione nella manodopera non qualificata e semi-qualificata, come venditori ambulanti, tassisti, meccanici e altre professioni. Il porto e l'industria delle spedizioni dà lavoro a molti residenti, direttamente o indirettamente. In Dharavi, nel centro di Mumbai, vi è una sempre più grande industria del riciclaggio, e del trattamento dei rifiuti riciclabili provenienti da altre parti della città. Il distretto annovera, secondo stime, 15 000 imprese.
L'industria dei media è un altro importante settore. La maggior parte delle reti televisive e satellitari, così come le principali case editrici, hanno qui la loro sede. Mumbai è il centro di produzione dell'industria cinematografica indiana (Bollywood).
Mumbai è la capitale commerciale dell'India, in cui si è verificato un boom economico a partire dalle liberalizzazioni del 1991.

## Società

### Evoluzione demografica
Fin dall'inizio della colonizzazione britannica, Mumbai ha conosciuto una rapida crescita della popolazione. Dei 10 000 abitanti nel 1661 si passò ad una cifra dieci volte superiore nel 1764, circa 100 000. Nel 1845 la città aveva già mezzo milione di abitanti. Nel primo censimento nel 1864 si era arrivati a 817 000. Tra gli anni ‘60 e '90 del XIX secolo, la popolazione scese a causa di varie epidemie. Nel 1911, la popolazione di Bombay superò il milione di abitanti.
L'incorporazione nella municipalità di Bombay di altre aree adiacenti nel 1950 e successivamente nel 1957, aumentò l'area gestita dalla città e, di conseguenza, la popolazione totale. Le cifre ufficiali della popolazione aumentarono nuovamente di dieci volte tra il 1911 e il 1991, quando la città, anche senza contare le periferie, superò i dieci milioni di abitanti. La popolazione nel 2005 era di 12,7 milioni di abitanti. L'area metropolitana di Mumbai ne possedeva 22,5 milioni, che in termini di paragone è superiore a quella dell'intero Cile (18 100 000) e simile a quella dell'Australia (21 320 000)
La densità di popolazione di Mumbai raggiunge valori che non hanno alcun confronto nelle agglomerazioni urbane in altre parti del mondo, Europa compresa. Nella città vivono 29 000 abitanti/km². Nel caso più estremo, la zona di Bhuleshwar, si raggiunge una densità di 400 000 abitanti/km², una delle più alte densità di popolazione nel mondo. Secondo stime delle Nazioni Unite, nel 2025 vivranno nel centro urbano di Mumbai circa 28,5 milioni di persone. Un problema irrisolto derivante dalla presente dell'alta densità di popolazione è l'esistenza delle baraccopoli, nelle quali risiede quasi il 55% della popolazione.
Fin dall'inizio della colonizzazione britannica, una parte significativa della crescita della popolazione di Bombay fu dovuta all'immigrazione. Gli immigrati, attratti dal prestigio e dalla forza economica della città, provengono non solo dalle regioni circostanti, ma anche da tutta l'India e dai paesi limitrofi. Il risultato è un conglomerato di persone di diverse etnie e lingue.
I marathi, che rappresentano la popolazione autoctona, e i gujarati del vicino stato del Gujarat (a nord), che fino al 1960 apparteneva alla provincia di Bombay, sono i due maggiori gruppi linguistici in città. Ci sono anche consistenti minoranze di gujarati, bengali, tamil, urdu, malayalam, telugu, punjabi, sindhi, konkani, nepali e kannada. Di origine straniera sono, soprattutto, il sindhi del Pakistan, così come l'afgano, cinese e nepalese.
Gli indù costituiscono il 68% della popolazione, seguono i musulmani con il 17% e i buddhisti e i cristiani con il 4%. Ci sono poi parsi, giainisti, sikh, ebrei ed atei.
La seguente sintesi mostra la popolazione nei vari anni. I dati fino al 1845 sono solo stime, mentre i dati tra il 1864 e il 2001 sono basati sui risultati del censimento della popolazione e il 2005 è calcolato a partire dalle cifre della crescita.
| anno | popolazione |
| ---- | ----------- |
| 1661 | 10 000      |
| 1675 | 60 000      |
| 1764 | 100 000     |
| 1780 | 114 000     |
| 1806 | 200 000     |
| 1814 | 240 000     |
| 1830 | 229 000     |
| 1845 | 500 000     |

| anno | popolazione |
| ---- | ----------- |
| 1864 | 816 562     |
| 1872 | 644 605     |
| 1881 | 773 196     |
| 1891 | 821 764     |
| 1901 | 812 912     |
| 1911 | 1 018 388   |
| 1921 | 1 244 934   |
| 1931 | 1 268 936   |

| anno | popolazione |
| ---- | ----------- |
| 1941 | 1 686 127   |
| 1951 | 2 966 902   |
| 1961 | 4 152 056   |
| 1971 | 5 970 575   |
| 1981 | 8 227 382   |
| 1991 | 9 925 891   |
| 2001 | 11 914 398  |
| 2005 | 13 691 836  |
| 2013 | 21 000      |

## Cinema

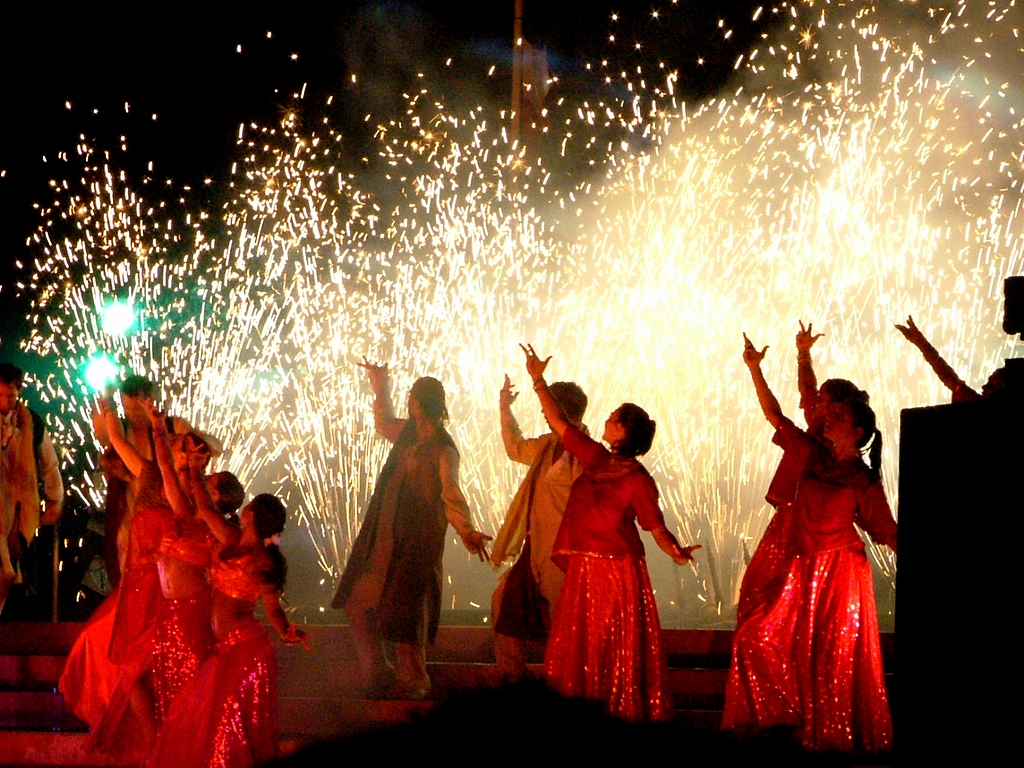
Una coreografia di Bollywood.

Mumbai è la capitale del cinema in India. L'industria cinematografica a Mumbai è spesso chiamata Bollywood, un gioco di parole tra il nome di Bombay e Hollywood. Il film esercita un fascino enorme sulla società indiana, ed esagerando si potrebbe dire che ogni villaggio del paese possegga almeno un cinema. Con un pubblico potenziale di svariate centinaia di milioni, l'industria cinematografica indiana, centrata a Mumbai, è la più grande del mondo.
Nel 2002 sono stati prodotti circa 1 200 film in India. Gran parte della produzione corrisponde al cinema regionale nelle varie lingue ufficiali dell'India. Tra il cinema regionale si evidenzia quello in lingua tamil prodotto a Chennai. Tuttavia, il cinema regionale ha scarsa rilevanza in tutto il paese, e i grandi successi sono generalmente filmati in lingua hindi, che costituisce un quinto della produzione totale.
Mumbai è il luogo di nascita delle super-produzioni in hindi, gli All-India film. I grandi successi nel cinema in hindi hanno regole severe al fine di superare le barriere linguistiche e religiose. Le azioni dei protagonisti e il loro destino rispondono a prevedibili modelli della mitologia indiana. A differenza di Hollywood, in cui i film possono essere classificati in diversi generi, quelli prodotti a Mumbai tendono a seguire il modello noto come formato masala, un'allusione alla miscela di spezie tipiche della cucina indiana. Questo formato masala combina diversi generi come il romantico, il bellico, il dramma, il comico, il musical, in una durata di circa tre ore.
L'aumento dei costi di produzione, la tendenza a cercare sedi all'estero e una maggiore libertà creativa hanno avvicinato lo stile del cinema prodotto a Mumbai all'industria di Hollywood. Tuttavia, il calo di spettatori nelle sale cinematografiche di circa il 30% e la crescita della pirateria hanno portato molte produzioni recenti a generare perdite fino al milione di rupie. Questo, unito alla scoperta di scandali finanziari, ha provocato, negli anni 2000, una crisi dell'industria cinematografica a Mumbai, con conseguente urgente necessità di ampie riforme.

## Cultura

### Architettura
Il centro di Mumbay, intorno all'Oval Maidan, è caratterizzato dalla presenza di un gruppo di edifici neogotici-vittoriani e art déco, che dal 2018 costituisce un sito patrimonio dell'umanità dell'UNESCO. Anche la storica stazione di Chhatrapati Shivaji, sempre in stile neogotico vittoriano, è iscritta nella lista dei patrimoni dell'umanità dal 2004.
Gli edifici più alti di Mumbai (e di tutta l'India) sono le Imperial towers, finite di costruire ed inaugurate nel 2010. Il loro primato è destinato a cessare nel 2014 quando verranno portati a termine i lavori di costruzione di altri edifici che li supereranno in altezza.

### Università ed istituti di istruzione
- Indian Institute of Technology

## Infrastrutture e trasporti

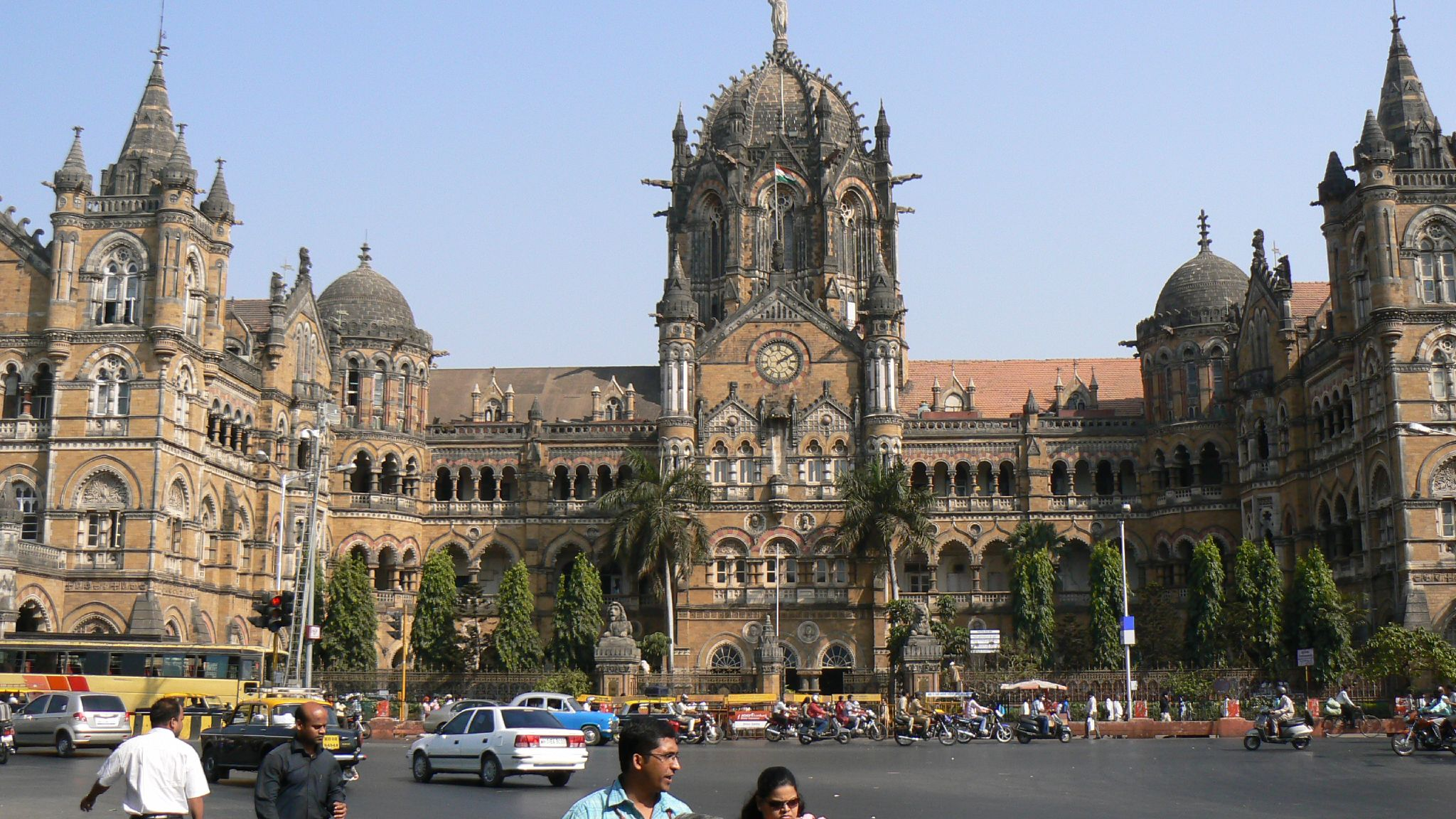
La stazione ferroviaria Chhatrapati Shivaji.

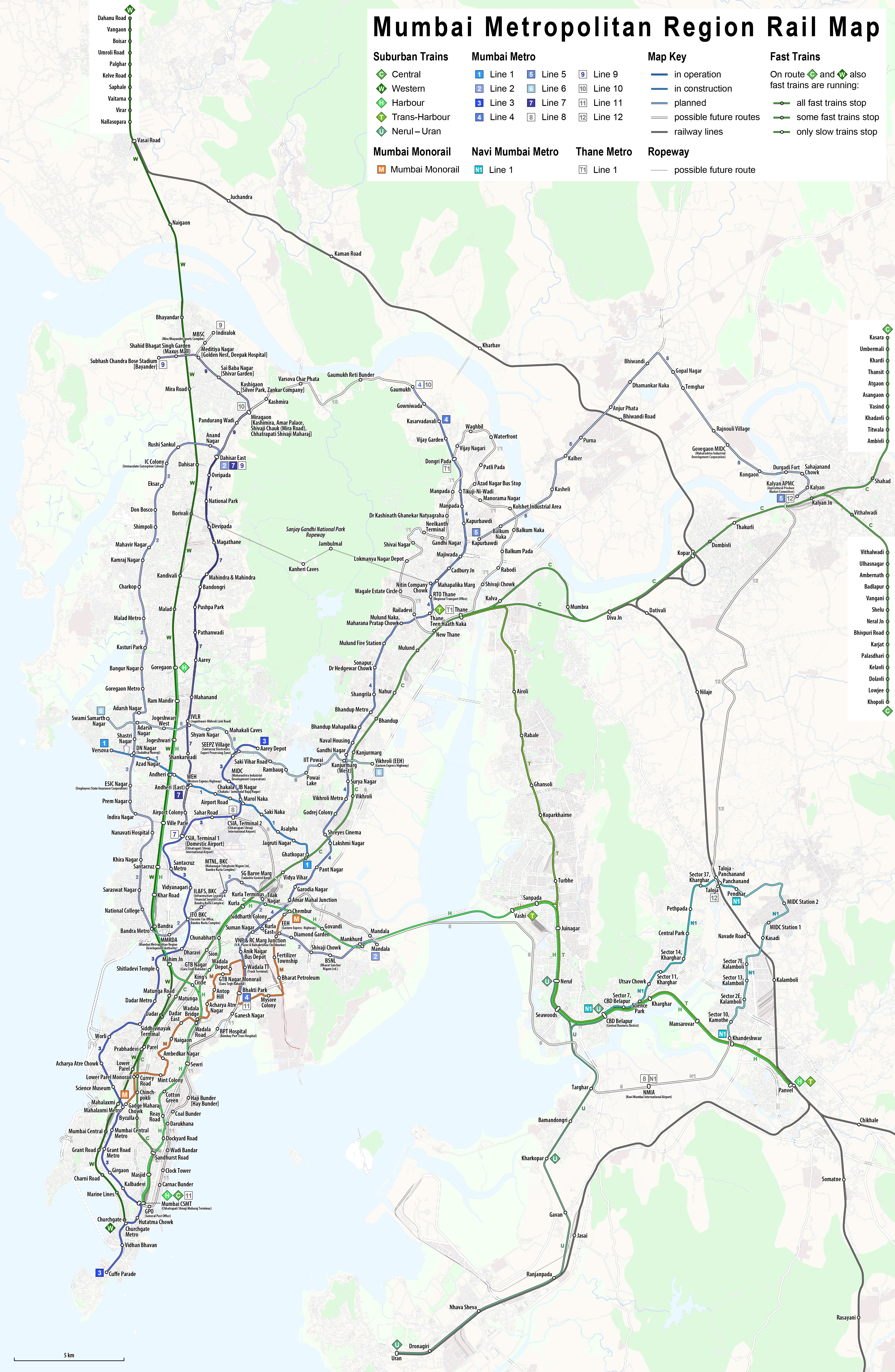
Schema ferroviario della regione metropolitana di Mumbai

Mumbai è un importante nodo sia per le comunicazioni autostradali, che per i terminali degli autobus interurbani. Possiede il più grande porto indiano, collegato tramite il sistema ferroviario ed aereo con il resto del paese. Nel 1920 vi è entrato in funzione il primo aeroporto dell'India britannica. Il Chhatrapati Shivaji International Airport, inaugurato nel 1971, è il più grande del Paese in termini di transito. I voli nazionali partono dal "National Airport di Santa Cruz".
A Mumbai convergono due linee principali della rete ferroviaria, quella che si estende a nord e a ovest, la Western Railway, e quella delle regioni orientali, centrali e meridionali, la Central Railway. I treni che lasciano quest'ultima linea partono dalla stazione ferroviaria Chhatrapati Shivaji, una delle più trafficate dell'India e dal 2004 entrata a far parte dei Patrimoni dell'umanità dell'UNESCO. Altri treni che collegano Mumbai a sud utilizzano la stazione Dadar, mentre quelli che vanno a nord-ovest hanno come terminale la stazione centrale della città.
La città conta su una rete ferroviaria suburbana.

### Metropolitana
La costruzione della metropolitana è iniziata nel febbraio 2008; la prima tratta è entrata in servizio nel giugno 2014. Alcuni aspetti del progetto sono stati afflitti da ritardi e problemi legati ai costi.

## Amministrazione

### Gemellaggi
Mumbai è gemellata con:
- Smirne, Turchia
- Karachi, Pakistan
- Londra, Regno Unito
- Los Angeles, Stati Uniti d'America
- San Pietroburgo, Russia
- Stoccarda, Germania
- Yokohama, Giappone